# Pyrus ciancioi
Il pero di Ciancio (Pyrus ciancioi P.Marino, G.Castellano, Raimondo, Spadaro, 2012) è una specie della famiglia delle Rosacee, endemica della Sicilia.
L'epiteto specifico è un omaggio all'agronomo Orazio Ciancio.

## Descrizione
Albero alto fino a 5 m, spinescente, eretto, con  rami brunastri e chioma tendenzialmente assurgente. Foglie di 3,2-6 x 0,6-1,2 cm, quelle giovanili molto pubescenti con lamina strettamente lanceolata, margine da intero a minutamente serrulato, base cuneata, apice acuto; picciolo di 1,2-2,5 cm, bianco o grigio, glabro o con piccoli peli, stipule lineari. Pomo piccolo, cilindrico di 2-2,5 cm di spessore, pedicello di 1,2-1,7 cm. Calice persistente. Per quanto affine a Pyrus spinosa la specie se ne discosta soprattutto per  i frutti sferoidali aventi un rapporto lunghezza/larghezza del frutto maggiore uguale a 1 ed un rapporto lunghezza/larghezza delle foglie di 0,15-0,3.

## Distribuzione e habitat
Pyrus ciancioi ha una distribuzione geografica limitata ad un'area localizzata nella parte settentrionale della Sicilia, in gran parte ricadente all'interno del Parco dei Nebrodi